# Dongshan (häradshuvudort i Kina, Jiangxi Sheng, lat 25,79, long 114,54)
Dongshan (kinesiska: 东山, 上犹县) är en häradshuvudort i Kina. Den ligger i provinsen Jiangxi, i den sydöstra delen av landet, omkring 350 kilometer söder om provinshuvudstaden Nanchang. Antalet invånare är 257 464. Befolkningen består av 125 643 kvinnor och 131 821 män. Barn under 15 år utgör 23,0 %, vuxna 15-64 år 66 %, och äldre över 65 år 9,0 %.
Runt Dongshan är det tätbefolkat, med 369 invånare per kvadratkilometer. Det finns inga andra samhällen i närheten. I omgivningarna runt Dongshan växer huvudsakligen savannskog.
Genomsnittlig årsnederbörd är 1 831 millimeter. Den regnigaste månaden är maj, med i genomsnitt 317 mm nederbörd, och den torraste är oktober, med 15 mm nederbörd.